# Nicolepeira flavifrons
Nicolepeira flavifrons là một loài nhện trong họ Araneidae.
Loài này thuộc chi Nicolepeira. Nicolepeira flavifrons được Hercule Nicolet miêu tả năm 1849.